# Frans-Jos Verdoodt
Frans-Jos Verdoodt (Moorsel (Oost-Vlaanderen), 5 augustus 1939) is een Vlaams historicus en archivaris.

## Studies en beroepsbezigheden
Verdoodt studeerde sociaal recht (VUB), taalkunde en didactiek aan het Hoger Instituut voor Talen in Gent en later Geschiedenis aan de Universiteit Gent, en werd licentiaat in 1979. In 1988 werd hij doctor in de Letteren en Wijsbegeerte, aan de afdeling Hedendaagse Geschiedenis van de Universiteit Gent met een proefschrift over Kerk en daensisme.
Hij was leraar in het middelbaar onderwijs in Brussel en later docent aan de hogescholen van Den Haag, Gent en Utrecht van 1961 tot 2001; in 2003 benoemd tot gastprofessor aan de Universiteit Antwerpen.

## Socio-cultureel engagement
Hij is medestichter in 1984 van het Archief en Documentatiecentrum voor het Vlaams Nationalisme te Antwerpen en directeur van deze van 1984 tot 2004; sinds 2005 is hij hiervan voorzitter. Hij werd ook redactiesecretaris van het tijdschrift Wetenschappelijke Tijdingen. Hij is voorzitter van de wetenschappelijke uitgeverij Perspectief Uitgaven (1990-2003).
Naast enkele literaire werken (essay, poëzie en proza) publiceerde hij tal van historiografische werken, zoals De zaak Daens, Geschiedenis is nooit geschiedenis, en Voorwaarts maar niet vergeten.
Andere functies of mandaten: voorzitter Voorwaarts-groep; secretaris Driejaarlijkse Pil-Van Gastelprijs voor Geschiedenis; jurylid Dirk Martensprijs voor Literatuur; juryvoorzitter vredespoëzie-wedstrijd VOS; juryvoorzitter Poëziedagen van Belle op Aarde; bestuurder Jozef Lootensfonds; lid IJzerbedevaartcomité; lid Gravensteengroep. Verdoodt was de inititiatiefnemer van het "historisch pardon" waarmee op de IJzerbedevaart van 27 augustus 2000 uitdrukkelijk afstand werd genomen van het verleden van collaboratie tijdens Wereldoorlog II.
In 2008 ontving hij de Orde van de Vlaamse Leeuw.

## Publicaties
literair (essay, poëzie, proza) en historiografisch (christendemocratie, Daensistische beweging, Vlaamse beweging, Vlaams-nationalisme, geschiedenis van de instellingen, problematiek omtrent Wereldoorlog II), in het bijzonder:
- Het Daensisme in het arrondissement Aalst, 1974
- Hector Plancquaert, licentiaatsverhandeling geschiedenis Universiteit Gent 1976, bekroond met de provinciale prijs voor geschiedenis van Oost-Vlaanderen.
- Frans Van der Elst, 1976
- Boon-bibliografie, 1984
- Kerk en christen-democratie. De Katholieke Kerk tegenover de christen-democratie in België, inzonderheid tegenover de door haar als dissident beschouwde priester Adolf Daens en diens medestanders (1890-1907), doctoraal proefschrift Gent 1988, bekroond met de Priester Daensprijs 1990.
- De zaak-Daens, Een priester tussen kerk en democratie, Davidsfonds, Leuven 1993
- Geschiedenis is nooit geschiedenis, Academia Press, Gent 1993, heruitgaven 1995, 1997, 1999, 2001
- Van Ambiorix tot het (con)federalisme, Davidsfonds Leuven 2004
- Nationale Bewegingen in België, Universitas Antwerpen 2005
- Natie en democratie/ Nation et démocratie 1890-1921, co-redactie F.J. VERDOODT, Koninklijke Vlaamse Academie van België voor Letteren Wetenschappen en Kunsten, Brussel 2008.